# Hans Fischer (Diplomat)
Hans Fischer (* 5. Juli 1924 in Eisenach; † 31. Juli 1983) war ein deutscher Diplomat. Er war Botschafter der DDR in Uganda und Ruanda sowie in Birma und Thailand.

## Leben
Nach bestandenem Abitur leistete Fischer Kriegsdienst. In Italien geriet er in amerikanische Kriegsgefangenschaft. Von 1946 bis 1952 studierte er Jura an der Friedrich-Schiller-Universität Jena und schloss sein Studium als Diplomjurist ab. Fischer, Mitglied der SED, übte zwischen 1953 und 1959 unterschiedliche leitende Funktionen in der volkseigenen Industrie und in der Verwaltung aus. 
1959 trat Fischer in den diplomatischen Dienst der DDR ein. Von 1960 bis 1963 war er stellvertretender Leiter der DDR-Handelsmission in Kalkutta, dann von 1965 bis 1967 stellvertretender Leiter des Generalkonsulats in Daressalam. Von 1968 bis 1973 arbeitete Fischer als Sektionsleiter in der Abteilung Afrika des Ministeriums für Auswärtige Angelegenheiten der DDR. 
Ab Juli 1973 war Fischer Botschafter der DDR in der ugandischen Hauptstadt Kampala, ab Dezember 1973 auch zusätzlich für Ruanda. Ab Mitte 1977 war er als Botschafter in Birma akkreditiert und ab März 1978 zusätzlich – von Rangun aus – auch als Botschafter in Thailand. 1982 wurde er abgelöst.
Fischer wurde unter anderem mit der Verdienstmedaille der DDR aufgezeichnet.